# وزارت فرهنگ و هنر
وزارت فرهنگ و هنر، یکی از وزارت‌خانه‌های ایران در دههٔ ۱۳۴۰ خورشیدی بود. این وزارت‌خانه که پیش‌تر بخشی از وزارت فرهنگ بود، در تاریخ ۱۵ آذر ۱۳۴۳ مستقل شد.
پس از انقلاب اسلامی، در سال ۱۳۵۸، بخش‌های عمده‌ای از وزارت فرهنگ و هنر با بخش‌هایی از وزارت اطلاعات و جهانگردی ادغام شد و بعدها وزارت فرهنگ و ارشاد اسلامی تغییر نام یافت. 

## وزیران
1. مهرداد پهلبد از ۱۳۴۳ تا ۱۳۵۷
2. کمال حبیب‌اللهی (کفیل) ۱۳۵۷
3. محسن فروغی ۱ آذر ۱۳۵۷–۱۶ دی ۱۳۵۷
4. پرویز ورجاوند (کفیل) ۶ اسفند ۱۳۵۷–۱۷ اسفند ۱۳۵۷